# Trường Trung học phổ thông Mạc Đĩnh Chi
Trường Trung học Mạc Đĩnh Chi được thành lập năm 1957 là một trong những trường top đầu của thành phố Hồ Chí Minh hiện nay. Trước ngày 30 tháng 4 năm 1975, trường Trung học Mạc Đĩnh Chi là một trong những ngôi trường công nổi tiếng của Sài Gòn thu nhận học sinh gồm cả hai bậc học "Trung học đệ nhất cấp" và "Trung học đệ nhị cấp".

## Lịch sử

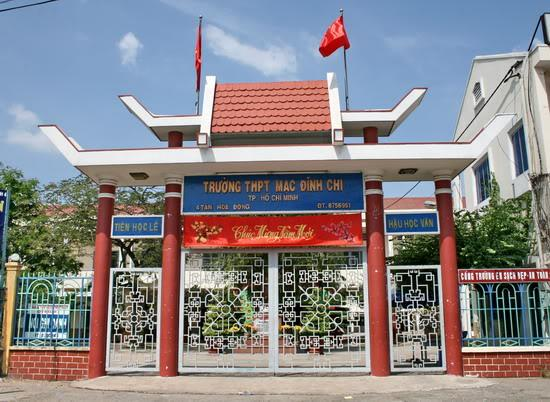
Cổng trường ngày nay

Ngày 30 tháng 4 năm 1975, trong không khí tưng bừng, vui tươi, phấn khởi của những tháng ngày miền Nam vừa được giải phóng, đất nước được thống nhất, Chi bộ, Ban giám hiệu, Công đoàn, Đoàn thanh niên cùng tập thể giáo viên, công nhân viên và học sinh nỗ lực vươn lên tổ chức tốt hoạt động dạy - học và đạt được nhiều thành tựu trong mục tiêu đào tạo, chương trình giáo dục, phương pháp giảng dạy qua ba thập kỷ cuối của thế kỷ XX.

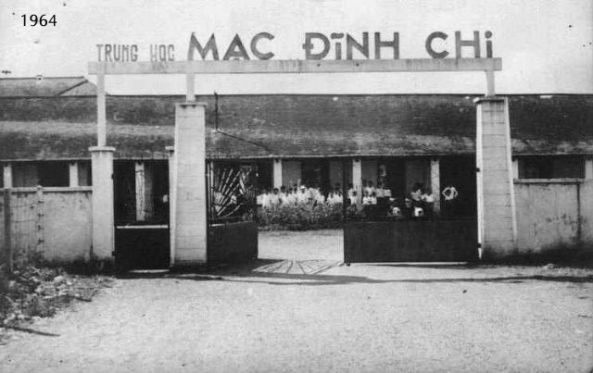
Trường Mạc Đĩnh Chi năm 1964

Năm 1978, 1979 khi cuộc chiến tranh biên giới Tây Nam bùng nổ, hòa nhịp cùng với tuổi trẻ thành phố lên đường nhập ngũ bảo vệ tổ quốc, trong đó có 76 học sinh trường Mạc Đĩnh Chi (có cả nữ sinh) đã xung phong, tự cắt tay mình lấy máu ký tên vào lá cờ truyền thống để ghi danh lên đường nhập ngũ. Các học sinh đã chiến đấu dũng cảm trên chiến trường và hoàn thành xuất sắc nhiệm vụ, sau đó trở lại ghế nhà trường, nhưng cũng có 10 học sinh đã vĩnh viễn ra đi, anh dũng hy sinh cho Tổ quốc.
Từ một ngôi trường với từ 20 đến 30 lớp học vào thập niên 70, 80, đến những năm 90 số lượng học sinh của nhà trường tăng lên liên tục và đến năm học 1999 – 2000 đã có đến gần 100 lớp với hơn 4000 học sinh. Để đáp ứng cho hoạt động giáo dục của nhà trường, việc đầu tư cơ sở vật chất, trang thiết bị phục vụ cho hoạt động giảng dạy được lãnh đạo nhà trường quan tâm. Trường đã trải qua qua nhiều đợt tu bổ, sửa chữa, xây mới: 8 phòng học khu nhà dãy B, phòng thí nghiệm, phòng bộ môn Hóa, Sinh, Vật lý, trung tâm tin học, phòng bảo vệ, nâng cấp sân trường...Năm 2000 thực hiện phương án kích cầu xây mới thêm 32 phòng học đáp ứng nhu cầu học tập của các học sinh trên địa bàn quận 6 và một số quận, huyện lân cận.

## Hiệu trưởng qua các thời kì
| Năm       | Hiệu trưởng       |
| --------- | ----------------- |
| 1957-1959 | Đỗ Văn Trần       |
| 1959-1963 | Nguyễn Hữu Văn    |
| 1963-1969 | Vũ Đức Thịnh      |
| 1969-1975 | Lý Di             |
| 1975-1993 | Phạm Thị Triệu    |
| 1993-2005 | Nguyễn Thiện Minh |
| 2005-2007 | Lê Văn A          |
| 2007-2014 | Trần Trung Kiên   |
| 2014-2023 | Bùi Trí Hiệp      |
| 2023-nay  | Trần Thanh Bình   |

## Hoạt động

### Hoạt động giáo dục
Những ngày đầu mới thành lập, khi đất nước còn thiếu thốn khó khăn, do thiếu hụt lực lượng giáo viên giảng dạy nên một số thầy cô phải dạy chồng giờ, chéo môn, nhiều thầy cô phải dùng chung một bộ sách giáo khoa vì không đủ số lượng... đội ngũ giáo viên trường Mạc Đĩnh Chi vẫn vượt qua và luôn ý thức nâng cao tay nghề thông qua các đợt bồi dưỡng chuyên môn nghiệp vụ, dự giờ thăm lớp, tự làm đồ dùng dạy học, luôn trau dồi đạo đức để luôn xứng đáng là những kỹ sư tâm hồn, những gương sáng trên bục giảng, những chiến sĩ xung kích trong mặt trận văn hóa tư tưởng.Với sự cố gắng ấy, trong nhiều năm liên tục trường Mạc Đĩnh Chi là đơn vị lá cờ đầu của ngành giáo dục thành phố năm 1980, 1981 và nhiều năm liên tục có học sinh đậu thủ khoa kỳ thi tốt nghiệp Trung học Phổ thông.
Hoạt động giảng dạy và học tập của nhà trường từng bước khẳng định được vị trí, chất lượng giáo dục với ngành, địa phương và xã hội.
Tỉ lệ học sinh đậu tốt nghiệp Trung học phổ thông cao: Với số lượng dự thi tốt nghiệp hằng năm khối 12 của trường khoảng hơn 1000 học sinh, có năm hơn 1400 học sinh dự thi tốt nghiệp. Tính theo số lượng có thể gấp 2 hoặc 3 số lượng dự thi của các trường THPT khác trên địa bàn thành phố. Bên cạnh giảng dạy chương trình theo quy định của Bộ Giáo dục và Đào tạo, nhà trường còn chú trọng nghiên cứu thêm một số tài liệu giảng dạy của các trường chuyên và nâng cao tiết ôn tập, luyện tập.
Việc đào tạo và bồi dưỡng học sinh giỏi được xem là một trong những hoạt động mũi nhọn trong công tác giáo dục của nhà trường hơn 15 năm qua. Để có được kết quả cao trong nhiều năm qua là sự nỗ lực phấn đấu, tự trau dồi kiến thức chuyên môn của đội ngũ giáo viên nhà trường cũng như sự hỗ trợ nhiệt tình của Ban đại diện, Hội khuyến học, sự định hướng đúng đắn của ban giám hiệu và sự chuyên cần, sáng tạo trong học tập của học sinh. Công tác đào tạo bồi dưỡng học sinh giỏi được nhà trường tiến hành một cách bài bản từ khâu giáo viên giảng dạy, tuyển chọn học sinh cũng như phương pháp học tập nên đã đạt nhiều kết quả cao, đáng khích lệ.

### Hoạt động công đoàn
Hoạt động của các tổ chức chính trị, đoàn thể trong những năm 70, 80 đạt được nhiều kết quả tốt đẹp. Các thầy, cô là bí thư chi bộ đã cùng với chi bộ lãnh đạo nhà trường ngày càng vững mạnh, chi bộ nhiều năm liền đạt danh hiệu trong sạch vững mạnh.
Hoạt động của tổ chức công đoàn nhà trường trong thời kỳ này được phát huy mạnh, mặc dù điều kiện kinh tế còn khó khăn nhưng công đoàn đã vận động toàn thể công đoàn viên tham gia tích cực các hoạt động do ngành, địa phương và nhà trường phát động. Vận động thầy cô, công nhân viên nhà trường tham gia các hoạt động sản xuất cải thiện đời sống, tham gia các hoạt động lao động xã hội chủ nghĩa trong những  thập niên 70, 80. Năm 1993 vận động toàn thể công đoàn viên tham gia tích cực cuộc vận động "Dân Chủ - Kỷ cương – Tình thương – Trách Nhiệm"  Vận động công đoàn viên ủng hộ các hoạt động quyên góp quỹ vì người nghèo, quỹ tương trợ Công đoàn ngành do Sở GDĐT tổ chức. Hưởng ứng các cuộc vận động quyên góp giúp đỡ bà con vùng lũ, xây dựng nhà tình nghĩa, tình thương, phụng dưỡng bà mẹ Việt Nam anh hùng, vận động hỗ trợ giáo viên, công nhân viên nhà trường gặp khó khăn.
Đoàn thanh niên với hoạt động giáo dục đạo đức lối sống, giáo dục truyền thống cách mạng và các hoạt động văn, thể, mỹ là một trong những yếu tố không thể thiếu trong quá trình hình thành và phát triển nhân cách của học sinh. Học sinh Mạc Đĩnh Chi tham gia tích cực nhiều phong trào, nhiều hoạt động mang tính xã hội, nhân văn: nhịn bữa điểm tâm giúp đồng bào miền lũ, thăm hỏi kết nghĩa với đơn vị bộ đội biên phòng, nhận trách nhiệm nuôi dưỡng bà mẹ Việt nam anh hùng, tham gia phong trào vệ sinh làm sạch đường phố, trồng cây nhớ trường...hằng năm Đoàn trường tổ chức những buổi "Hội trại truyền thống 9-1, 26-3".

## Kiến trúc

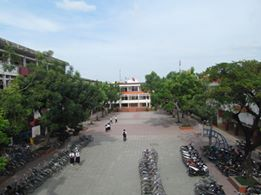
Quang cảnh trường

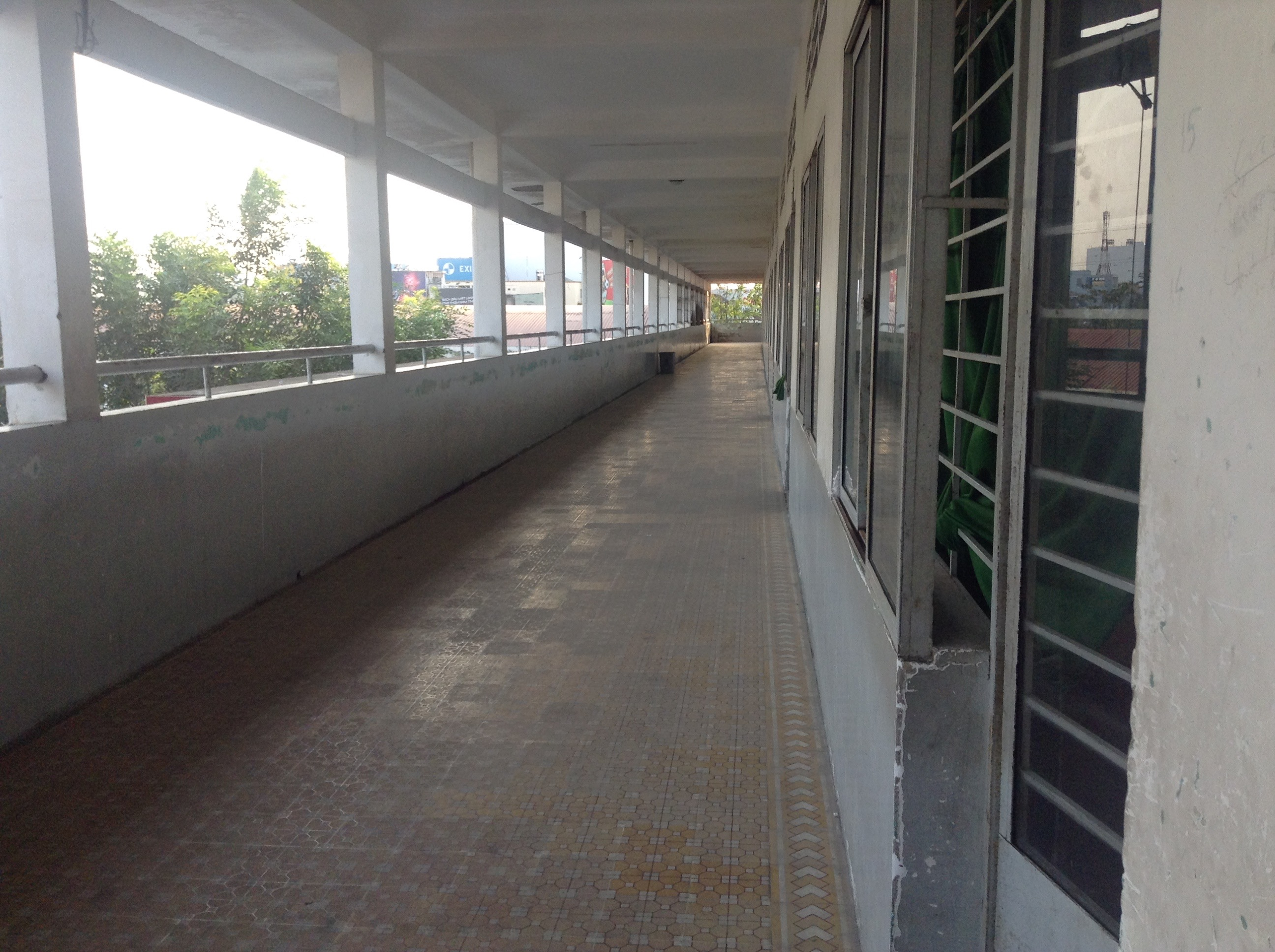
Hành lang lớp học

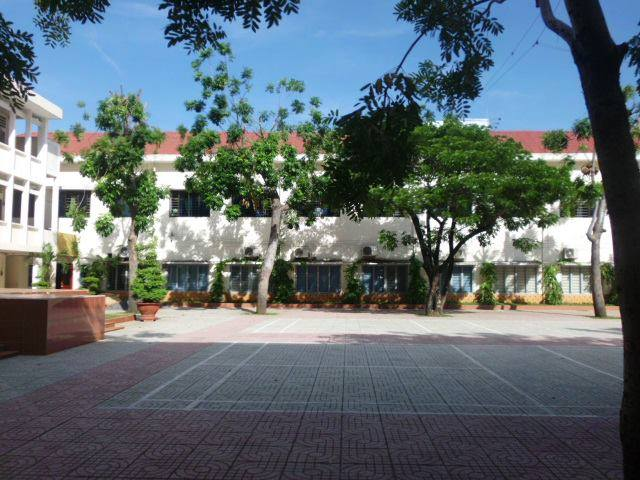
Sân trường

Sau nhiều đợt trùng tu, sửa chữa, trường Trung học phổ thông Mạc Đĩnh Chi ngày nay có thiết kế hình chữ O, với 4 khu chính A, B, C, D. Các dãy phòng ở khu A gồm các phòng chức năng, phòng bộ môn, phòng thí nghiệm, phòng thực hành tin học và các phòng nghe nhìn phục vụ cho các tiết thao giảng chuyên đề. Khu B gồm các phòng học được dành riêng cho các tiết học buổi 2. Các dãy phòng học chính khóa nằm ở khu C, mỗi phòng học đều được trang bị bàn ghế, cơ sở vật chất phục vụ tốt cho việc dạy và học. Sân trường với không gian thoáng đãng, nhiều cây xanh, là nơi diễn ra các buổi sinh hoạt đầu tuần và các hoạt động ngoại khóa của trường. Ngoài ra, sân trước của trường cũng khá thoáng mát, rộng rãi, giữa sân là tượng đài Lưỡng quốc Trạng nguyên Mạc Đĩnh Chi.

## Thành tích
- Bằng khen của Ban Chấp hành Trung ương Đoàn Thanh niên Cộng sản Hồ Chí Minh trao tặng (năm học 1997-1998, 1998-1999, 1999-2000)
- Cờ thi đua của Tổng liên đoàn Lao động Việt Nam năm 2004 với thành tích "Công đoàn cơ sở vững mạnh có phong trào thi đua xuất sắc"
- Bằng khen của Ban Chấp hành Trung ương Đoàn Thanh niên Cộng sản Hồ Chí Minh "Đã có thành tích xuất sắc trong công tác Đoàn và phong trào thanh niên trường học" (năm 2001 đến năm 2003, năm 2006 đến năm 2011)
- Ba lần nhận cờ của Liên đoàn Lao động Thành phố Hồ Chí Minh (năm học 2001-2002, 2009-2010, 2010-2011) vì "Đã có thành tích xuất sắc trong phong trào thi đua lao động giỏi và hoạt động công đoàn cơ sở vững mạnh".
- Bằng khen của Thủ tướng Chính phủ vì "Đã có thành tích trong công tác giáo dục và đào tạo năm học 2008-2009 đến năm học 2010-2011 góp phần vào sự nghiệp xây dựng Chủ nghĩa Xã hội và bảo vệ Tổ quốc.
- Cờ thi đua xuất sắc của Công đoàn giáo dục Việt Nam năm học 2011 – 2012.
- Bằng khen của Ủy ban nhân dân Thành phố Hồ Chí Minh, giấy khen của Sở Giáo dục và Đào tạo Thành phố Hồ Chí Minh (năm 2011, năm 2012).
- Huân chương lao động hạng nhì do thủ tướng Chính phủ trao tặng